# Iván Urdinola
Iván Urdinola Grajales (El Dovio, 1 de diciembre de 1960 - Itagüí, 24 de febrero de 2002) fue un criminal y narcotraficante colombiano. Fue uno de los primeros fundadores del Cartel del Norte del Valle junto a su cuñado Orlando Henao Montoya, además de autor de la Masacre de Trujillo entre finales de los 80 y comienzos de 1990.

## Trayectoria
Iván Urdinola fue uno de los principales líderes del Cartel del Norte del Valle junto a Efraín Hernández y el jefe del cartel, Orlando Henao Montoya. Este último además era su cuñado. 

## Captura y muerte
El 26 de abril de 1992 la policía y agentes de inteligencia lo hallaron y capturaron en la finca La Porcelana en Zarzal, Valle del Cauca junto con algunos hombres de su confianza. Fue trasladado a Cali, posteriormente condenado a 17 años de prisión por los delitos de homicidio y narcotráfico, estuvo pagando condena algún tiempo en la cárcel de Itagüí, Antioquia.
El 24 de febrero de 2002 un cocinero del penal le suministró el desayuno cuando este convulsionó y empezó a desvanecerse en el piso de su celda, lo llevaron a una clínica de Medellín donde falleció de infarto al miocardio. Esta muerte se afirmaba fue una orden de por parte de su esposa Lorena Henao Montoya, pero finalmente no fue envenenado, sino que Medicina Legal dictaminó la causa de su muerte.